# La Croix-sur-Gartempe
La Croix-sur-Gartempe é uma comuna francesa na região administrativa da Nova Aquitânia, no departamento de Alto Vienne. Estende-se por uma área de 12,74 km². Em 2010 a comuna tinha 185 habitantes (densidade: 14,5 hab./km²).